# Hermann Lang
Hermann Lang (6 de abril de 1909 – 19 de outubro de 1987) foi um automobilista alemão.
Participou dos Grandes Prêmios da Suíça de 1953 e da Alemanha de 1954 pelas equipes Maserati e Mercedes. Seu melhor resultado foi o 5º lugar na Grande Prêmio da Suíça de 1953.
Sepultado no Uff-Kirchhof em Stuttgart.